# Ong Hock Eng
Ong Hock Eng (* 8. Oktober 1933 in Kajang; † 3. August 2022) war ein malaysischer Sportschütze.

## Karriere
Ong Hock Eng nahm bei den Olympischen Sommerspielen 1960 in Rom im  Trap-Wettkampf teil. Er schied in der Qualifikation aus.